# Torneio de eGames nos Jogos Olímpicos de Verão de 2016
O Torneio de eGames nos Jogos Olímpicos de Verão de 2016 será um torneio internacional de jogos eletrônicos disputados durante os Jogos do Rio-2016. Como desde os Jogos de Barcelona 1992 o COI não prevê a inclusão de esportes de demonstração na programação dos Jogos, ele permitiu que o Torneio de eGames fosse disputado com sua anuência, porém com certas condições. Por isso, ele é considerado um Torneio afiliado aos Jogos do Rio-2016.
Os jogadores tiveram à disposição toda a infra-estrutura dos Jogos: puderam dormir na Vila Olímpica, usar transporte oficial e credencial, e suas partidas foram noticiadas nos informativos oficiais, inclusive com transmissão ao vivo para TV que quisesse transmiti-lo. As medalhas distribuídas, porém, não foram as oficiais dos Jogos e os atletas não puderam participar das Cerimônias, nem haver nenhuma alusão a "esporte de demonstração" em lugar algum.
Ele será organizado pela London Games Festival, e tem o intuito de promover torneios de eSports temáticos.
No dia 10 de agosto, foi noticiado que o torneio vai se iniciar no dia 16 de agosto, e será disputado no Parque Lage. No dia anterior, haverá uma competição amistosa de Smite.

## Equipes Participantes
Quatro times participarão do confronto: eTeam Britain, eTeam Canadá, eTeam EUA e o eTeam Brazil.

## Calendário
| Agosto | 6 | 7 | 8 | 9 | 10 | 11 | 12 | 13 | 14 | 15    | 16                      | 17 | 18 | 19 | 20 | 21 |
| ------ | - | - | - | - | -- | -- | -- | -- | -- | ----- | ----------------------- | -- | -- | -- | -- | -- |
| eGames |   |   |   |   |    |    |    |    |    | Smite | Super Smash Bros. Wii U |    |    |    |    |    |

## Torneio deSuper Smash Bros. Wii U

### Participantes
- Elliot "Ally" Carroza-Oyarce[4]
- Leonardo "MKLeo" Lopez Perez[4]
- Larry "Larry Lurr" Holland[4]
- James "J.Miller" Miller-Igietseme[4]
- pM (Sodrek)
- Paulo “Player7” Janini[6]
- Gado
- Wabz

### Resultados
| Posição | País              | Jogador              | Enviado para a repescagem por | Eliminado por |
| ------- | ----------------- | -------------------- | ----------------------------- | ------------- |
| 1o      | Canadá            | Ally                 |                               |               |
| 2o      | Estados Unidos    | eLevate (Larry Lurr) | Ally                          | Ally          |
| 3o      | México            | SF HDG (MKLeo)       | Ally                          | Larry Lurr    |
| 4o      | Reino Unido       | J.Miller             | Larry Lurr                    | MKLeo         |
| 5o      | Alemanha          | pM (Sodrek)          | MKLeo                         | J.Miller      |
| 5o      | Trinidad e Tobago | Wabz                 | Ally                          | MKLeo         |
| 7o      | Brasil            | DASH SGW (Player 7)  | J.Miller                      | Sodrek        |
| 7o      | Argentina         | Gado                 | Larry Lurr                    | Wabz          |

#### Finalíssima
| Ally    | Cenário       | Larry Lurr |
| ------- | ------------- | ---------- |
| Vitória | Smashville    | Derrota    |
| Derrota | Battlefield   | Vitória    |
| Vitória | Dreamland 64  | Derrota    |
| Derrota | Town and City | Vitória    |
| Vitória | Smashville    | Derrota    |

Ally campeão por 3x2.

### Medalhistas
| Evento                             | Ouro | Prata      | Bronze         |
| ---------------------------------- | ---- | ---------- | -------------- |
| Torneio de Super Smash Bros. Wii U | Ally | Larry Lurr | SF HDG (MKLeo) |